# Wetarwielewaal
De wetarwielewaal (Oriolus finschi) is een zangvogel uit de familie Oriolidae (Wielewalen en vijgvogels). De vogel werd eerder als ondersoort van de timorwielewaal (O. melanotis) beschouwd. Deze vogel is genoemd naar de Duitse ornitholoog Friedrich Hermann Otto Finsch.

## Verspreiding en leefgebied
Deze soort is endemisch op de Indonesische eilanden Wetar en Atauro in de oostelijke Kleine Soenda-eilanden. De leefgebieden liggen in droog tropisch bos en mangrovebos.

## Status
De grootte van de populatie is niet gekwantificeerd maar de soort wordt omschreven als schaars. Op de Rode lijst van de IUCN heeft deze soort de status niet bedreigd.